# 해미중학교
해미중학교(海美中學校)는 대한민국 충청남도 서산시 해미면 읍내리에 있는 공립 중학교이다.

## 학교 연혁
- 1951년 12월 4일 : 해미중학교 설립 인가 (각 학년 2학급, 전체 6학급)
- 1952년 1월 23일 : 개교 (기념일 4월 15일)
- 1954년 4월 15일 : 교사 신축 (현 위치 신축 교사로 이전)
- 1986년 1월 16일 : 특수학급 인가 (특수학급 1학급 신설 인가)
- 1992년 2월 19일 : 학칙 변경 16학급(특수학급 1학급 포함) 인가
- 2008년 12월 31일 : 본동 교사 증,개축 완료
- 2024년 3월 1일 : 제30대 지재규 교장 취임
- 2025년 1월 6일 : 제74회 졸업식(졸업생 55명, 계 16,823명)
- 2025년 3월 4일 :  제77회 입학식(신입생 59 )

## 참고 자료
- 해미중학교 - 한국교육학술정보원 학교알리미